# William Dobson
William Dobson (Londra, 4 marzo 1610 – Londra, 28 ottobre 1646) è stato un pittore inglese.

## Biografia
William Dobson è stato uno dei primi pittori inglesi degni di nota, lodato dal suo contemporaneo John Aubrey che lo definì «il pittore più eccellente che l'Inghilterra abbia fino ad oggi allevato».

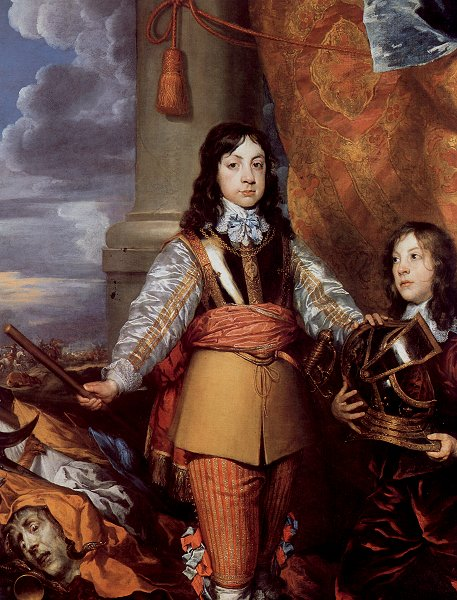
William Dobson, Ritratto di Carlo II, 1642

Dobson nacque a Londra; suo padre era un avvocato un tempo assai abbiente, ma poi decaduto a causa di una vita definita "licenziosa" dai contemporanei. Fu per tale motivo che, nel 1625, il giovanissimo William fu costretto a trovarsi un'occupazione e venne messo a fare apprendistato presso la bottega di William Peake. Completò poi la sua settennale formazione presso lo studio di Francis Cleyn col quale, probabilmente, collaborò agli inizi della sua carriera. Si pensa che in questo periodo il giovane abbia avuto accesso alla Royal Collection, con la possibilità di osservare da vicino lavori di Tiziano, di Tintoretto, di Veronese e di Antoon van Dyck, pittore ufficiale di Carlo I d'Inghilterra.
I dipinti di Dobson furono influenzati senza dubbio dall'arte veneta, ma lo stile di Van Dyck ebbe poca influenza su Dobson. Van Dyck stesso scoprì Dobson e lo presentò al re; da quel giorno Dobson iniziò a ritrarre il re, i suoi figli e molti membri della corte. Quando Van Dyck morì, nel 1641, Dobson probabilmente lo sostituì come pittore ufficiale. Durante la rivoluzione inglese Dobson ritrasse ancora una volta il re ed anche il giovane Principe di Galles, futuro re d'Inghilterra e suo fratello Giacomo II, Duca di York.
Nell'estate del 1646, dopo la definitiva sconfitta dell'esercito di Carlo I, il pittore tornò a Londra, dove tentò di continuare la sua carriera (il suo nome risulta registrato negli elenchi della corporazione dei pittori). La morte lo colse all'improvviso, quello stesso autunno e della sua scomparsa non sono note né le cause, né la data precisa. Nei registri parrocchiali della Chiesa di Saint Martin-in-the-Fields è documentata la data della sepoltura, il 28 ottobre, nella stessa chiesa. Nel tempo si è perduta qualsiasi indicazione del luogo della sua tomba.